# Fjodor Mihajlovics Burlackij
Fjodor Mihajlovics Burlackij (Федор Михайлович Бурлацкий) (Kijev, 1927. január 4. – Moszkva, 2014. február 26.) orosz politológus.

## Pályafutása
A taskenti jogi egyetemen végzett. 1952-53-ban a Szovjet Tudományos Akadémia elnökségénél dolgozott, majd 1960-ig Kommunyiszt című folyóiratnál volt. Ezután 1960-tól 1965-ig az SZKP Központ Bizottságánál dolgozott tanácsadóként. 1969 és 1972 között a Szovjet Tudományos Akadémia Szociológiai Kutatóintézetének igazgatóhelyettese volt. 1982-től 1991-ig a Lityeraturnaja Gazeta munkatársa, majd főszerkesztője volt. 
1989-ben a Szovjetunió Legfelsőbb Tanácsa képviselőjének választották. Később a Nemzetközi Kulturális Együttműködés nevű alapítvány vezetője lett. Számos könyv szerzője, a filozófiai tudomány doktora, az Orosz Tudományos Akadémia rendes tagja, az Akadémia politológiával foglalkozó tudományos tanácsának elnöke.

## Megjelent művei
- Юрий Андропов и аристократы духа (2009)
- Никита Хрущев и его советники – красные, черные, белые (2008)
- Реформы и реформаторы. Надежды и иллюзии (2008)
- Михаил Горбачев – Борис Ельцин. Схватка (2008)
- Никколо Макиавелли. Советник государя (2008)
- Мао Цзэдун и его советник Дэн Сяопин (2008)
- Никита Хрущев (2003)
- Дважды Главный (2002)
- Глоток свободы (1997)
- Загадка Макиавелли(1997)
- Вожди и советники (1990)
- Новое мышление (1988)
- Мао Цзэдун и его наследники (1979)
- Мао Цзэ-дун. "Наш коронный номер – это война, диктатура..." (1976)

## Magyarul
- Ideológia és propaganda. Időszerű problémák; Novosztyi, Moszkva, 1985
- A proletárdiktatúráról és az össznépi államról. Elméleti kérdések; Novosztyi, Moszkva, 1983